# Sedimento

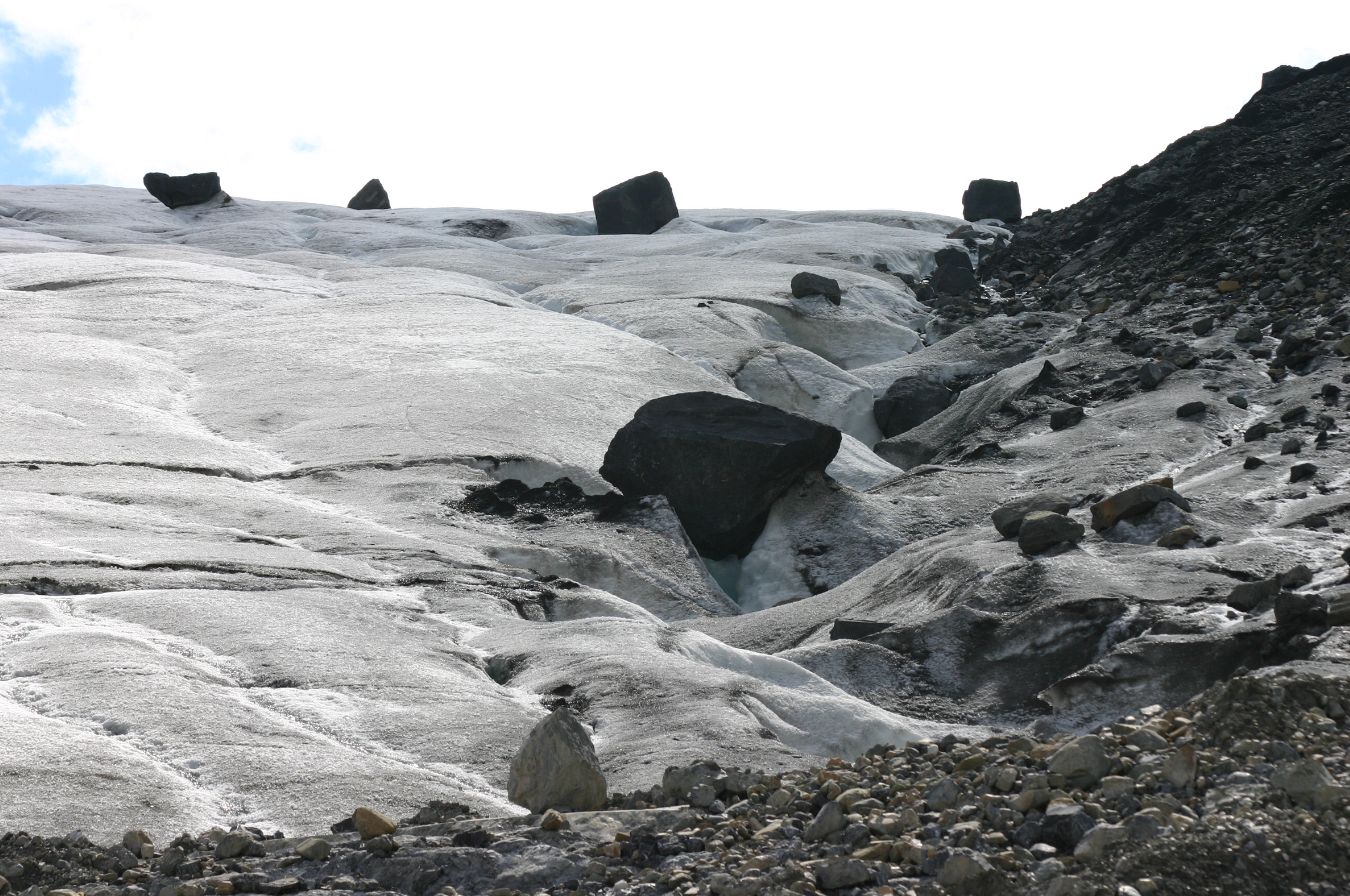
Massi erratici, trasportati da un ghiacciaio.

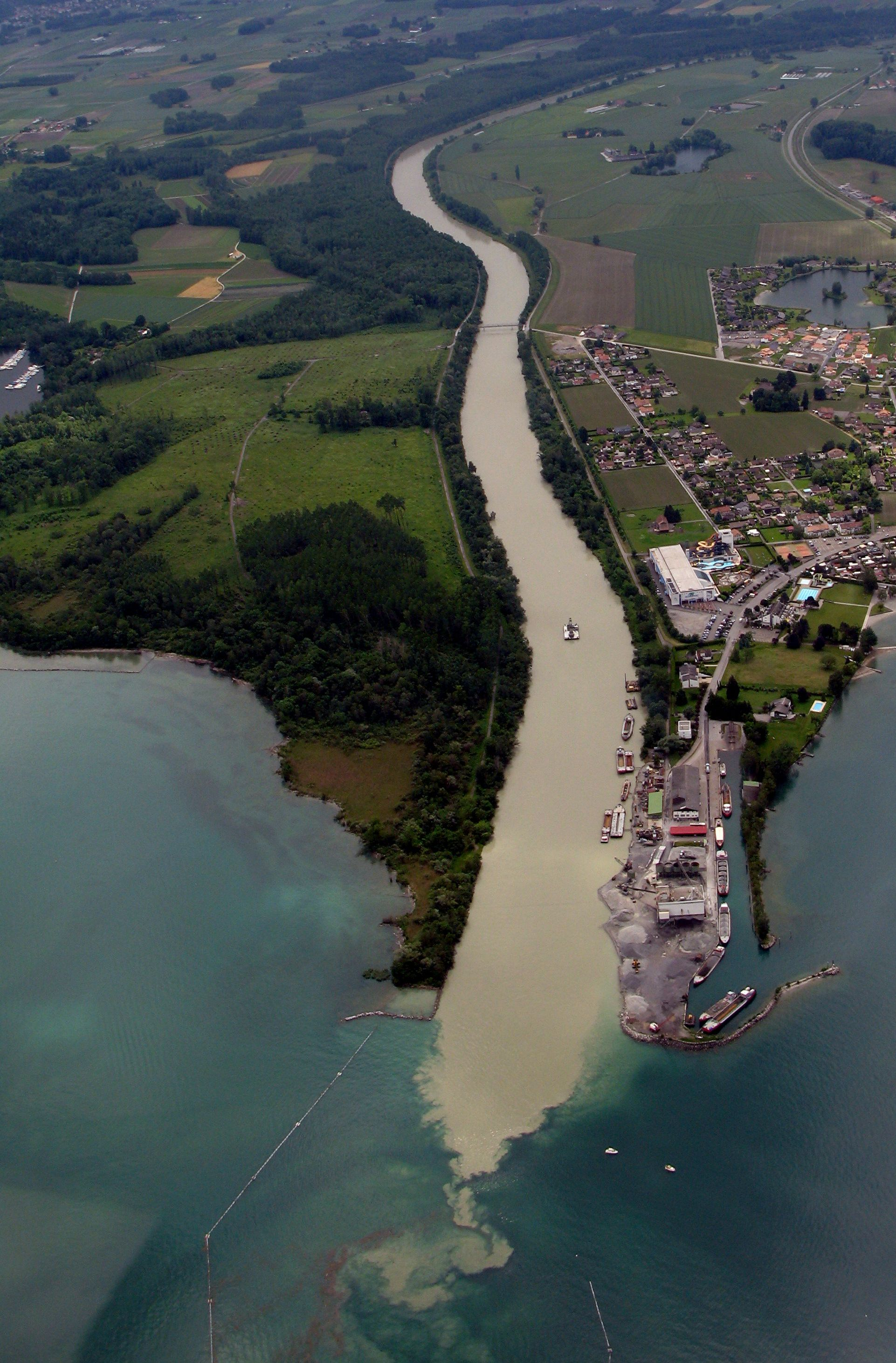
Sedimenti portati da un fiume.

Un sedimento è un accumulo di materiale solido sulla superficie terrestre (litosfera), derivato dall'azione di fenomeni e processi che agiscono nell'atmosfera, nell'idrosfera e nella biosfera (venti, variazioni di temperatura, precipitazioni meteoriche, circolazione delle acque superficiali e sotterranee, spostamenti di masse d'acqua in ambiente marino o lacustre, azione di agenti chimici, azione degli organismi viventi). 
Il sedimento accumulato per azione combinata della gravità e del ruscellamento superficiale viene detto colluvium o sedimento colluviale, mentre quello accumulato dall'attività dei corsi d'acqua si dice anche alluvium.

## Genesi
Poiché la maggior parte dei processi sedimentari avvengono sotto l'azione della gravità, le aree rilevate della litosfera terrestre tendono ad essere soggette prevalentemente a fenomeni erosivi, mentre le zone depresse sono soggette prevalentemente a sedimentazione. Le depressioni della litosfera nelle quali vengono convogliati i sedimenti, si dicono bacini sedimentari. I bacini sedimentari sono tipicamente quelli marini (anche se vi possono essere fenomeni erosivi anche in ambiente subacqueo), mentre le terre emerse sono in gran parte soggette all'erosione (sebbene le parti più depresse, come laghi, pianure alluvionali, depressioni desertiche, possano costituire bacini sedimentari).
Il mare rappresenta il "richiamo" naturale di qualunque sedimento, per quanto lunga e tortuosa possa essere la fase di trasporto. Il livello del mare rappresenta il livello di base dell'erosione (cioè la superficie che separa un contesto prevalentemente erosivo, come le terre emerse, da uno prevalentemente sedimentario, come il fondo marino): le sue variazioni a piccola e grande scala influenzano quindi i processi erosivi e la sedimentazione, determinando i cicli sedimentari.

## Classificazione
La classificazione dei sedimenti è molto complessa. Ne esistono diverse in base alla composizione, alla tessitura dei sedimenti, alla genesi e ai meccanismi deposizionali. In realtà, molto spesso le categorie delle classificazioni più utilizzate si ricoprono in parte, e la scelta su quali utilizzare è funzionale agli scopi dello studio.
La classificazione base è la seguente, che si riferisce fondamentalmente alla genesi e alla composizione dei sedimenti:
- Sedimenti clastici, costituiti da frammenti derivati da disgregazione di sedimenti più antichi e rocce erose; questi frammenti o particelle si dicono clasti. Tipici sedimenti clastici sono ghiaie, sabbie, silt, argille (e i loro corrispondenti litificati: conglomerati, arenarie, siltiti, argilliti). I sedimenti clastici si classificano generalmente in base alla dimensione prevalente dei clasti,  ossia valutando la loro granulometria. La composizione petrografica può variare sia a causa della composizione originaria delle rocce smantellate (terrigena, carbonatica, ecc.) da cui provengono i clasti e sia per i diversi fenomeni di alterazione a cui sono stati soggetti i frammenti di roccia, sulla superficie terrestre, prima di essere definitivamente sedimentati.
- Sedimenti chimici, a loro volta suddivisibili in:
  - Sedimenti carbonatici: costituiti prevalentemente da carbonati di calcio e magnesio, precipitati direttamente dalle acque o derivati da resti di organismi viventi (in grado di assorbire il carbonato dall'acqua e fissarlo in strutture scheletriche o gusci, come ad esempio coralli, molluschi ecc.). Si tratta principalmente di calcari, dolomie, che possono essere anche mescolati in parte con granuli clastici di natura terrigena (calcari argillosi e marne, calcari arenacei).
  - Sedimenti evaporitici: derivati dalla precipitazione diretta dei sali contenuti nelle acque (soprattutto in ambiente marino, e in alcuni casi anche lacustri), di solito in condizioni di clima arido, con assenza di precipitazioni ed elevata temperatura. Tipici sedimenti di questo tipo sono i cloruri (ad esempio il sale o salgemma), i solfati (gesso, anidrite) e in parte i carbonati.
  - Sedimenti silicei: composti prevalentemente da silice amorfa idrata (opale). Sono sedimenti di natura bioclastica, cioè composti dai resti di organismi a scheletro o guscio siliceo (diatomee, radiolari, spugne silicee…), dai quali prendono spesso il nome. Abbiamo quindi nella letteratura geologica: radiolariti, diatomiti, spongoliti, ma anche termini derivati dalla tradizione come tripoli, farina fossile, diaspri.
  - Sedimenti ferro-manganesiferi: derivati da precipitazione chimica o biochimica. Abbastanza frequenti in sedimenti paleozoici e archeozoici (siderite, ankerite, ferro-ooliti).
  - Sedimenti alluminiferi: provengono dalla degradazione chimica subaerea in posto delle argille, ossia la frazione indissolubile delle rocce carbonatiche, accumulatesi localmente in seguito alla dissoluzione di queste rocce (lateriti e bauxiti).
  - Sedimenti fosfatici: costituiti da fosfato di calcio, prevalentemente di origine biochimica o organica (scheletri e parti dure di alcuni tipi di organismi e resti di deiezioni organiche, come i depositi di guano).
  - Sedimenti carboniosi: di origine organica, per riduzione di resti vegetali continentali (carbone, antracite, torba). Questo tipo di sedimenti caratterizza il periodo Carbonifero, che prende nome dagli estesi giacimenti di carbon fossile di quell'età, ma è in realtà diffuso in tutta la storia della Terra.
  - Sedimenti bituminosi: sono rocce sedimentarie, quasi sempre clastiche, con una relativa alta concentrazione di materia organica derivata da resti di organismi vegetali planctonici o di organismi animali. Questi sedimenti costituiscono le più importanti rocce madri (source rocks) degli idrocarburi liquidi (petrolio) e gassosi. Si tratta di depositi spesso associati a peliti e più in generale a sedimenti argillosi depositatisi in bacini lacustri o marini, in condizioni di scarsa circolazione e stratificazione delle masse d'acqua, con stagnazione e scarsa ossigenazione al fondo.

## Ciclo sedimentario
I sedimenti subiscono nel tempo una serie di eventi e trasformazioni definita ciclo sedimentario:
1. Degradazione (o alterazione)
2. Erosione
3. Trasporto
4. Deposito (o sedimentazione)
5. Seppellimento
6. Compattazione
7. Diagenesi

Un nuovo ciclo inizia con un fenomeno di emersione dovuto ad un abbassamento relativo del livello marino (dovuto a cause tettoniche o climatico-eustatiche). Quindi ciascun ciclo è delimitato alla base da una superficie di discontinuità (unconformity). L'insieme dei sedimenti compreso tra due unconformity si dice sequenza deposizionale. I cicli sedimentari possono essere a scala molto varia (dalla scala dell'affioramento a quella del bacino sedimentario) e rappresentare intervalli temporali molto diversi.

### Degradazione ed erosione
Quando una roccia (ignea, metamorfica o sedimentaria) o sedimento subisce trasformazioni fisiche e chimiche in seguito all'erosione, essa si divide in frammenti detti clasti.
Per erosione si intende la separazione fisica dei clasti in modo da essere portati altrove mediante il trasporto.

### Trasporto
Avviene mediante agenti atmosferici o subacquei (acqua, ghiaccio, vento, forza di gravità, ecc.) e le distanze possono variare da poche centinaia di metri a migliaia di chilometri; l'agente migliore è l'acqua, la cui capacità di trasportare materiali solidi (clasti) dipende dalla velocità del suo moto.

### Deposito o sedimentazione
Tutte le particelle trasportate si depongono sul fondo, prima quelle più pesanti e grossolane ed infine anche le polveri più sottili.
Quando a sedimentarsi sono i clasti allora si parla di sedimentazione clastica; se invece avviene una precipitazione dei soluti in seguito a variazioni fisiche (concentrazione, pressione, temperatura, pH, …) allora si parla di sedimentazione chimica.

### Diagenesi

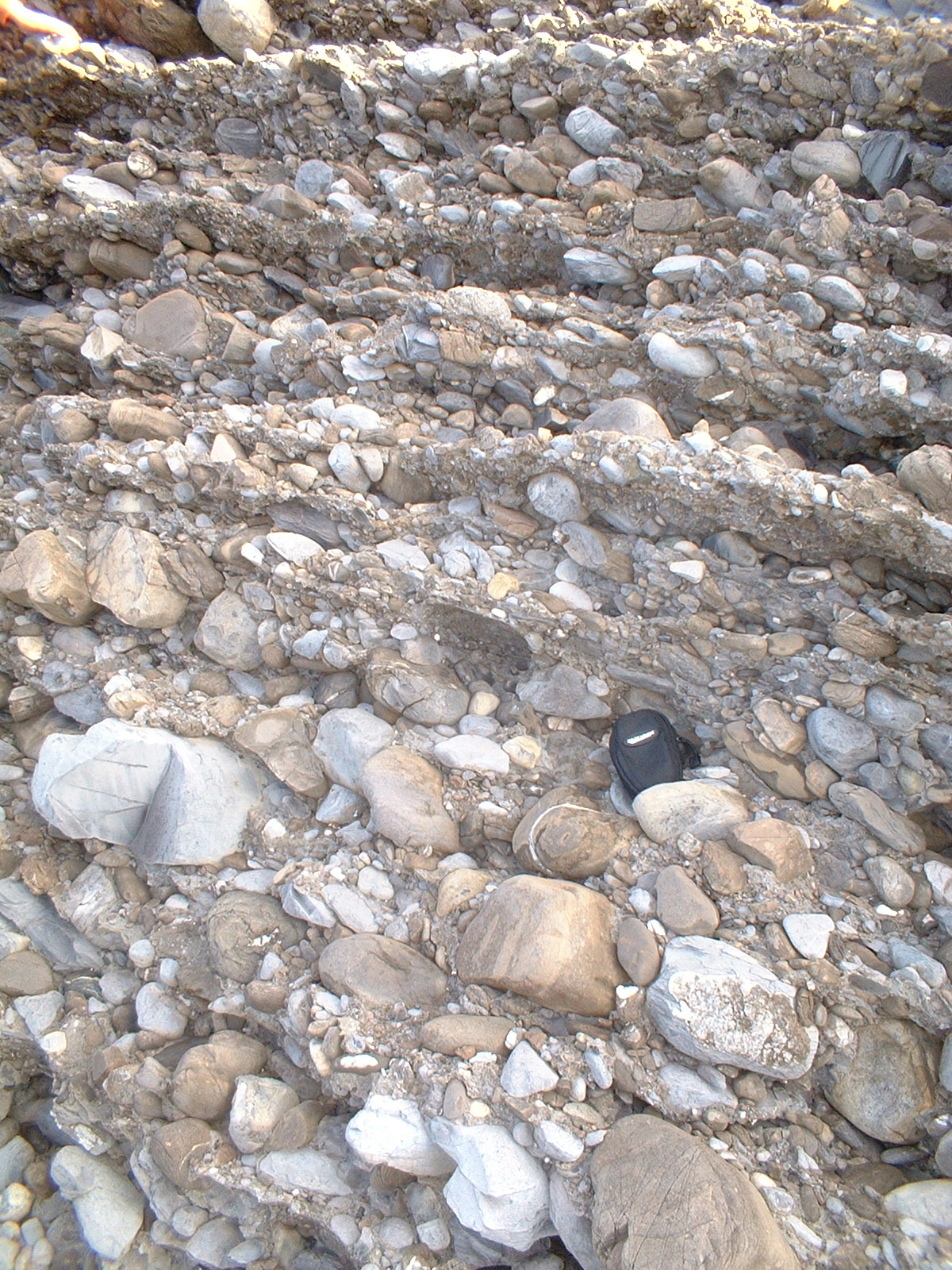
Conglomerato di Portofino - Formazione di Molare (Oligocene), che poggia in discordanza sul flysch calcareo marnoso del M. Antola (Punta Le Chiappe – Ge)

Dopo la sedimentazione, con l'accumularsi di sempre nuovi depositi e la subsidenza naturale, i sedimenti vengono seppelliti a sempre maggiore profondità e subiscono una serie di trasformazioni chimico-fisiche (la diagenesi) per opera dell'aumento della pressione e della temperatura, e dell'azione delle acque sotterranee (consolidamento, compattazione, cementazione), che li trasformano gradualmente in rocce. Le rocce sono antichi sedimenti litificati. Il processo diagenetico potrà poi evolvere in processo metamorfico, o essere interrotto in un qualunque momento da un nuovo evento erosivo, con l'inizio di un nuovo ciclo sedimentario.
La diagenesi si divide in 3 processi:
- costipamento: la pressione esercitata dai sedimenti soprastanti su quelli vecchi causa una riduzione del volume e l'espulsione dell'acqua verso l'alto; ciò è dovuto al fatto che avviene un assestamento tra i clasti, ovvero i clasti più piccoli riempiono i vuoti tra i clasti più grandi, creando degli incastri e dei legami chimici; il sedimento diventa perciò compatto o litificato
- cementazione: con la precipitazione dei sali minerali nei pori o vuoti tra i clasti, si creano dei "cementi"; i più comuni sono la calcite e il quarzo
- metasomatosi: serie di reazioni chimiche che portano alla parziale ricristallizzazione della roccia e una variazione delle sue componenti.